# Joris Nieuwenhuis
Joris Nieuwenhuis (* 11. Februar 1996 in Doetinchem) ist ein niederländischer Radrennfahrer, der sowohl beim Cyclocross als auch auf der Straße aktiv ist.

## Sportlicher Werdegang
Im Jahr 2014 wurde Nieuwenhuis Mitglied im Rabobank Development Team, sein Schwerpunkt lag aber zunächst beim Cyclocross. In der Saison 2016/17 war er weltbester Cyclocross-Fahrer in der Kategorie U23, so wurde er 2017 U23-Weltmeister und U23-Vizeeuropameister, gewann die Gesamtwertung im U23-UCI-Cyclocross-Weltcup und wurde Zweiter in der Gesamtwertung des U23-Superprestige.
Nach Auflösung des Rabobank Development Team wechselte Nieuwenhuis zur Saison 2017 zum Development Team Sunweb und wurde zur Saison 2019 vom UCI WorldTeam Sunweb übernommen, in dem vorrangig Helferaufgaben wahrnahm. Von 2020 bis 2022 nahm er insgesamt dreimal an einer Grand Tour teil. Ein Sieg bei einem Straßenrennen blieb ihm jedoch verwehrt.
Neben dem Straßenradsport war Nieuwenhuis weiterhin im Cyclocross aktiv. 2020 wurde er Dritter bei den Nationalen Meisterschaften, 2021 Zehnter der Weltmeisterschaften. Ende September 2022 verließ er DSM, um sich mit Beginn der Cyclocross-Saison dem Team Baloise-Trek Lions anzuschließen und zukünftig wieder auf diese Disziplin zu konzentrieren. In der Saison 2023/24 trug diese Strategie Früchte: Er errang seine ersten Siege in der Elite, gewann unter anderem ein Weltcup-Rennen, wurde niederländischer Meister und Zweiter bei den Weltmeisterschaften. Er verpasste den Großteil der Saison 2024/2025 wegen einer Gürtelrose und konnte erst Mitte Januar wieder Rennen fahren. Im kurzen Rest der Saison wurde er Vierter bei den Cyclocross-Weltmeisterschaften 2025 und gewann mit dem Noordzeecross das Abschlussrennen des Superprestige.

## Erfolge

### Cyclocross
2013/14
- Niederländischer Meister (Junioren)

2015/16
- Weltcup (U23) – Zolder

2016/17
- Weltmeister (U23)
- Europameisterschaften (U23)
- Niederländischer Meister (U23)
- Weltcup (U23) – Gesamtwertung / Zolder, Namur, Zeven, Hoogerheide

2017/18
- Weltmeisterschaften (U23)
- Niederländischer Meister (U23)

2023/24
- Niederländischer Meister
- Weltmeisterschaften
- Weltcup – Val di Sole
- Superprestige – Merksplas, Boom

2024/25
- Superprestige – Middelkerke

### Straße
2016
- Bergwertung Boucles de la Mayenne

## Grand-Tour-Platzierungen
| Grand Tour            | 2020 | 2021 | 2022 |
| --------------------- | ---- | ---- | ---- |
| Giro d’ItaliaGiro     | –    | –    | –    |
| Tour de FranceTour    | 103  | 128  | –    |
| Vuelta a EspañaVuelta | –    | –    | 106  |